# Сетиэхинопсис
Сетиэхинопсис (лат. Setiechinopsis) — монотипный род цветковых растений семейства Кактусовые (Cactaceae). Единственный вид — сетиэхинопсис удивительный (Setiechinopsis mirabilis).
Название рода происходит от лат. seta — чешуйка, греч. έχίνος (эхинус) — ёж и όψις (опсис) — подобный. В последнее время включается в род Echinopsis (Echinopsis mirabilis Speg.).

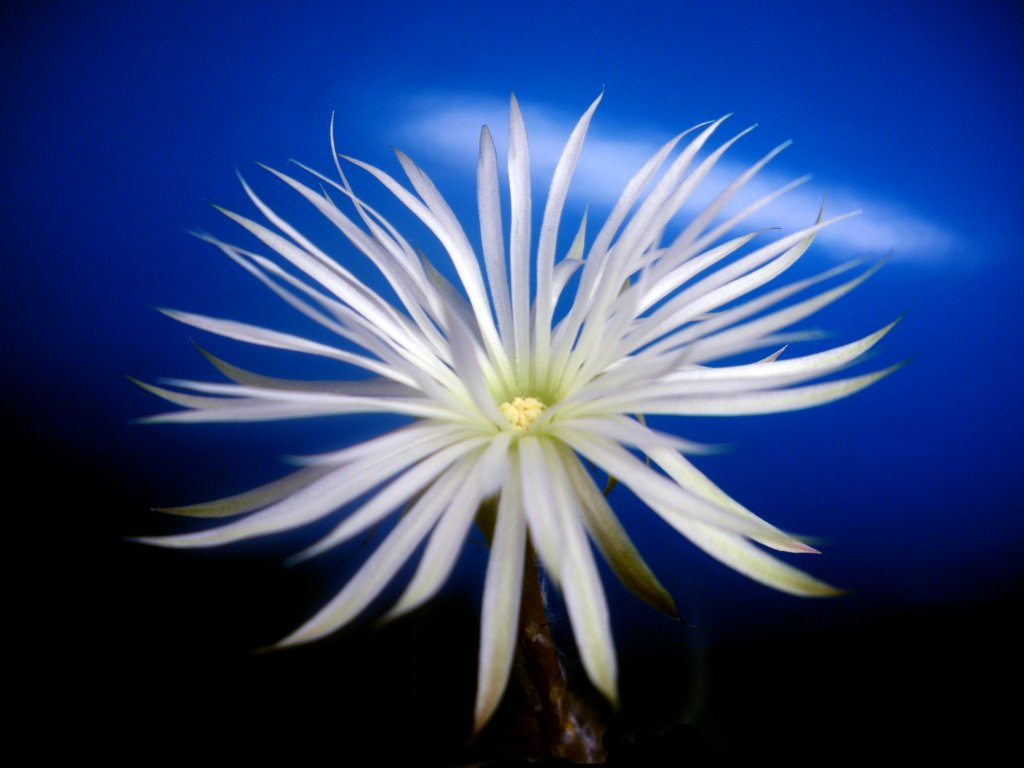
Цветок

## Ботаническое описание
Растения цилиндрические, чаще всего одиночные, редко вырастают более 15 см в высоту и 2,5 см в диаметре. Ствол тёмно-коричневый, с зеленоватым оттенком.
Цветочная трубка длинная, покрыта волосками и щетинками. Цветы белые, до 4 см в диаметре.
Цветение летнее, ночное: цветки распускаются за несколько часов до захода солнца и увядают к утру.
Плод — ягода, покрытая волосками и щетинками, до 3 см в длину. Содержит множество чёрных, округлых семян. К моменту созревания практически не содержит мякоти, так как фактически засыхает и лопается, образуя щель, через которую вываливаются семена.

## Распространение и экология
Вид широко распространен на востоке Аргентины, в провинциях Сантьяго-дель-Эстеро, Сан-Хуан, Ла-Риоха и Мендоса. Растения растут на открытой, сильно выветренной почве у основания гор, на высоте 500—1000 м, часто в тени кустов.
Setiechinopsis mirabilis включён в Приложение II Конвенции CITES. Цель Конвенции состоит в том, чтобы гарантировать, что международная торговля дикими животными и растениями не создаёт угрозы их выживанию.